# Біляново
Біля́ново (рос. Беляново) — присілок у складі Юкаменського району Удмуртії, Росія.
Населення — 35 осіб (2010; 47 в 2002).
Національний склад (2002):
- удмурти — 94 %